# Tangerine Dream
Tangerine Dream là một ban nhạc điện tử Đức được Edgar Froese thành lập vào năm 1967. Ban nhạc đã có nhiều thay đổi về thành viên, trong đó đội hình được biết đến nhiều nhất của nhóm là bộ ba Froese, Christopher Franke và Peter Baumann vào những năm 70. Năm 1979, Johannes Schmoelling thay thế Baumann. Sau khi Froese qua đời vào năm 2015, vị trí trưởng nhóm được đảm nhận bởi Thorsten Quaeschning, người được Froese chọn để kế nhiệm mình, và cũng là thành viên lâu năm nhất khi đã gia nhập nhóm từ năm 2005. Các thành viên còn lại bao gồm tay violin Hoshiko Yamane, người gia nhập nhóm vào năm 2011, Ulrich Schnauss, người gia nhập nhóm vào năm 2014, và Paul Frick who joined ngày 9 tháng 6 năm 2020.
Tangerine Dream được xem là nghệ sĩ tiên phong trong giai đoạn đầu của thể loại nhạc điện tử. Các tác phẩm mà nhóm đã phát hành thông qua hãng đĩa nhạc điện tử Ohr đóng vai trò bản lề trong sự phát triển của âm nhạc điện tử Đức, được biết đến với tên gọi kosmische ("cosmic"). Trong giai đoạn phát hành âm nhạc thông qua Virgin Records, nhóm đã sản xuất các album sử dụng synthesizer và sequencer, trong đó các album Phaedra (1974) và Rubycon (1975) đã lọt vào top 20 trên bảng xếp hạng album Anh. Nhóm cũng đã đạt những thành công trong việc sáng tác nhạc phim, bao gồm Sorcerer, Thief, Risky Business, Flashpoint, The Keep, Firestarter, Legend, Three O'Clock High, Near Dark, Shy People, and Miracle Mile.
Từ cuối thập niên 1990 đến thập niên 2000, Tangerine Dream tiếp tục thử nghiệm với các phong cách nhạc không lời khác ngoài nhạc điện tử. Đến nay nhóm đã sản xuất hơn 100 album. Ngoài ra nhóm cũng đã tham gia sáng tác âm nhạc cho trò chơi điện tử Grand Theft Auto V. Các tác phẩm giữa những năm 1970 của nhóm đã có ảnh hưởng sâu sắc đến sự phát triển của các phong cách nhạc điện tử như new age (mặc dù bản thân nhóm lại không thích tên gọi này) và nhạc dance điện tử.
Album gần đây nhất của nhóm, Quantum Gate, được phát hành vào ngày 29 tháng 9 năm 2017. Tháng 12 năm 2019, nhóm phát hành Recurring Dreams, một album tổng hợp bao gồm bản thu âm mới của một số tác phẩm kinh điển nhất của nhóm.